# Mark Dziadulewicz
Mark Dziadulewicz (Wimbledon, 29 gennaio 1960) è un ex calciatore inglese, di ruolo centrocampista.

## Carriera

### Giocatore
All'inizio della stagione 1977-1978 firma un contratto professionistico con il Southend Utd, club della terza divisione inglese in cui già aveva giocato nelle giovanili, venendo aggregato alla prima squadra; a fine stagione, senza nemmeno aver esordito in incontri ufficiali, rimane svincolato e si accasa ai semiprofessionisti del Chelmsford City, che sempre nel corso della stagione 1978-1979 lascia per andare a giocare nella quarta divisione inglese con il Wimbledon FC, con cui gioca 2 partite, cambiando poi nuovamente maglia per andare a giocare al KuPS, club della prima divisione finlandese, con cui nel 1979 mette a segno 2 reti in 8 partite di campionato giocate. L'anno seguente fa ritorno al Wimbledon, nel frattempo promosso in terza divisione, e mette a segno un gol in 26 presenze in questa categoria.
Dal 1980 in poi, per quasi un decennio si alterna tra vari club della prima divisione finlandese (con cui gioca dalla primavera all'autunno, seguendo il calendario del campionato del Paese scandinavo) a delle brevi militanze al Chelmsford City, in cui gioca durante l'inverno, durante la pausa del campionato finlandese. Tra i club in cui trascorre più tempo figura l'Haka, con cui nel 1982 e nel 1985 vince anche due coppe nazionali finlandesi e con cui segna una rete in 2 presenze nella Coppa delle Coppe 1983-1984, giocando in aggiunta anche 2 partite nella Coppa UEFA 1981-1982. Tra il 1989 ed il 1992 gioca invece nell'Ilves, con cui nel 1990 vince un'ulteriore coppa nazionale finlandese e con cui mette a segno una rete in 3 presenze nel corso della Coppa delle Coppe 1990-1991. Chiude infine la carriera giocando in vari club semiprofessionistici inglesi.

### Allenatore
Ha allenato nella seconda divisione finlandese.

## Palmarès

### Giocatore

#### Competizioni nazionali
- Coppa di Finlandia: 3

Haka: 1982, 1985
Ilves: 1990